# 格里斯巴克欧瓦勒
格里斯巴克欧瓦勒（法語：Griesbach-au-Val，发音：[gʁisbak o val] 或 [gʁisbax o val]；德语：Griesbach im Tal；阿尔萨斯语：Grischbe im Dal；意为“河谷内的格里斯巴克”）是法国上莱茵省的一个市镇，属于科尔马-里博维莱区（Colmar-Ribeauvillé）温策奈姆县（Wintzenheim）。该市镇总面积4.73平方公里，2009年时的人口为751人。

## 人口
格里斯巴克欧瓦勒人口变化图示